# Třída S 113
Třída S 113 byla třída torpédoborců německé Kaiserliche Marine z období první světové války. Celkem byly rozestavěny tři tyto velké a silně vyzbrojené torpédoborce. Do konce války nebyl dokončen ani jeden. Prototypový S 113 na konci války procházel zkouškami. Roku 1920 jej získalo francouzské námořnictvo a provozovalo jej do roku 1936. Nedokončená sesterská plavidla byla sešrotována.
Na třídu S 113 koncepčně navazovaly ještě torpédoborce tříd V 116 a B 122. Celá skupina čítala dvanáct plavidel

## Stavba
Celkem byly objednány tři jednotky této třídy. Představovaly nový typ velkých torpédoborců se silnou výzbrojí. Stavby se ujala loděnice Schichau-Werke v Elbingu.
Jednotky třídy S 113:
| Jméno | Zahájení stavby | Spuštění na vodu  | Zařazena do služby | Status |
| ----- | --------------- | ----------------- | ------------------ | --- |
| S 113 | 1916            | 31. ledna 1918    | srpen 1919         | V květnu 1920 v rámci reparací předán francouzskému námořnictvu a zařazen jako Amiral Sénès. Vyřazen 1936. Později potopen jako cvičný cíl. |
| S 114 | 1917            | 11. dubna 1918    | –                  | Dokončen z 75 %. Sešrotován 1919. |
| S 115 | 1917            | 20. července 1918 | –                  | Dokončen z 60 %. Sešrotován 1919. |

## Konstrukce

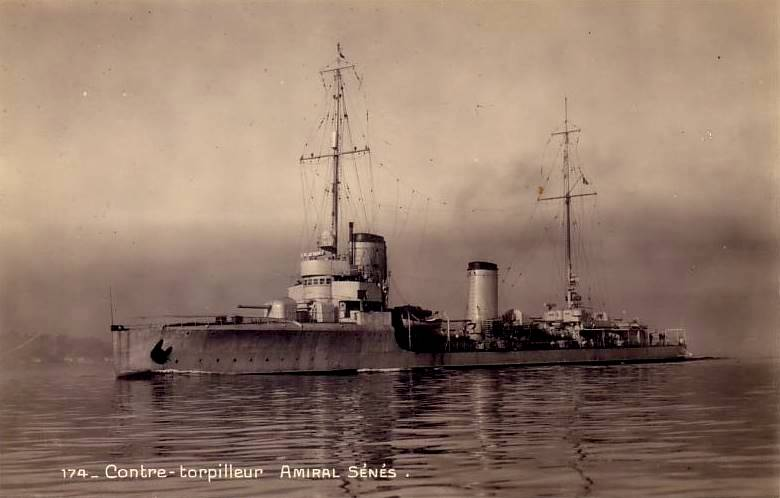
Amiral Sénès (ex S 113)

Hlavní výzbroj představovaly čtyři 150mm/42 kanóny TK L/45 C/16 a dva dvojité 600mm torpédomety se zásobou osmi torpéd. Dále bylo neseno až čtyřicet námořních min. Pohonný systém tvořily čtyři kotle Marine a dvě parní turbíny Schichau o výkonu 45 000 hp, pohánějící dva lodní šrouby. Nejvyšší rychlost dosahovala 34,5 uzlu. Dosah byl 2500 námořních mil při rychlosti dvacet uzlů.